# Lynx FC
Lynx FC ist ein Amateur-Fußballverein aus Gibraltar. Sie spielen seit 2012 in der Gibraltar Eurobet Division, der höchsten Spielklasse Gibraltars.

## Seit 2010
In der Saison 2010/11 stieg Lynx als Neuaufsteiger wieder in die 2. Liga ab. Es gelang aber der direkte Wiederaufstieg, seit 2012 sind sie wieder erstklassig. Nachdem die Spielzeit 2012/13 auf dem vierten Platz beendet worden war, erreichte Lynx 2013/14 mit dem 3. Platz die bisher höchste Platzierung in der Gibraltar Eurobet Division.

## Erfolge
- Gibraltar Division 2 2011/12: Meister

## Statistik
| Saisons   | Div. | Līga             | Platz | web    |         |
| --------- | ---- | ---------------- | ----- | ------ | ------- |
| 2013–2014 | 1.   | Premier Division | 3.    | [ 1 ]  |         |
| 2014–2015 | 1.   | Premier Division | 3.    | [ 2 ]  |         |
| 2015–2016 | 1.   | Premier Division | 5.    | [ 3 ]  |         |
| 2016–2017 | 1.   | Premier Division | 6.    | [ 4 ]  |         |
| 2017–2018 | 1.   | Premier Division | 9.    | [ 5 ]  |         |
| 2018–2019 | 1.   | Premier Division | 7.    | [ 6 ]  |         |
|           |      |                  |       |        |         |
| 2019–2020 | 1.   | National League  | P.    | [ 7 ]  | Pandemi |
| 2020–2021 | 1.   | National League  | 5.    | [ 8 ]  |         |
| 2021–2022 | 1.   | National League  | 9.    | [ 9 ]  |         |
| 2022–2023 | 1.   | National League  | 4.    | [ 10 ] |         |
| 2022–2023 | 1.   | National League  | 7.    | [ 11 ] |         |